# Euchlaenidia tolimata
Euchlaenidia tolimata är en fjärilsart som beskrevs av Paul Dognin 1918. Euchlaenidia tolimata ingår i släktet Euchlaenidia och familjen björnspinnare. Inga underarter finns listade i Catalogue of Life.